# Daniel Merriweather
Daniel Paul Merriweather (Melbourne, 17 febbraio 1982) è un cantautore australiano.

## Biografia
Nato a Melbourne, è cresciuto a Dandenong Ranges, ha effettuato gli studi alla Patch Primary School e successivamente al Billanook College, Blackburn High School e Swinburne Senior Secondary College. Cresciuto con influenze musicali come Stevie Wonder e Jeff Buckley, inizia la sua formazione da bambino attraverso lezioni di violino, successivamente prende lezioni di canto ed inizia ad esibirsi in vari locali di Melbourne.
La sua attività nel mondo della musica inizia nel 2002, partecipando come ospite al brano All I Want del progetto dance australiano Disco Montego, in seguito collabora con il DJ e produttore Mark Ronson prestando la sua voce per She's Got Me, incluso nell'album del 2003 Here Comes the Fuzz. Sotto la produzione di Ronson, nel 2006 pubblica il suo primo singolo, City Rules, che vede la partecipazione del rapper Saigon. City Rules ottiene un discreto successo, soprattutto sulla scena urban australiana, vincendo diversi riconoscimenti, tra cui un ARIA Music Awards.
Nel 2007 collabora nuovamente con Mark Ronson, ottenendo un enorme successo commerciale in Gran Bretagna e in tutta Europa con il brano Stop Me, cover di Stop Me If You Think You've Heard This One Before dei The Smiths, incluso nell'album di Ronson Version. Ha aperto i concerti del tour australiano di Kanye West e ha fatto da supporto a Justin Timberlake nelle sue date londinesi.
Dopo aver pubblicato nel 2006 l'album The Fifth Season, nel 2009 pubblica l'album Love & War su etichetta J Records, anticipato dal singolo Change. L'album, dal sapore internazionale, vede la partecipazione del rapper Wale in Change e Adele in Water and a Flame.

## La polemica con Céline Dion
Nel corso del 2012 e 2013 l'artista canadese Céline Dion annuncia più volte di aver inciso la cover del brano Water and a Flame firmato da Merriweather e che il brano darà il titolo anche al suo nuovo album anglofono in uscita nel 2013. Viene pubblicata anche un'anteprima della copertina dell'album.
In seguito ad un'apparizione di Céline Dion al Katie Couric Show in cui ha cantato uno stralcio del brano, Merriweahter la accusa di volergli rubare la canzone, per non averlo menzionato. Il 2 luglio il management di Céline Dion risponde ritenendo scorretto e insensato il commento del cantautore, sostenendo come Céline non abbia mai affermato di essere una cantautrice e nei suoi album abbia sempre menzionato dettagliatamente gli autori dei brani, nonostante essi non siano sempre menzionati in ognuna delle migliaia di interviste realizzate dall'artista. 
La questione è stata poi ripresa via Facebook dal solo Merriweather.
Il 24 luglio Céline Dion annuncia di aver cambiato il nome dell'album, che si chiamerà Loved me back to life, titolo di un brano composto dalla cantautrice Sia. Almeno per il momento sembra che nella tracklist resterà comunque presente il brano Water and a flame.

## Discografia

### Album studio
- The Fifth Season – 2006
- Love & War – 2009

### EP
- Merriweather – 2004
- iTunes Live: London Sessions – 2006

### Singoli
- City Rules (feat. Saigon) – 2004
- She's Got Me – 2004
- Change (feat. Wale) – 2009
- Red – 2009
- Impossible – 2009
- Water and a Flame (feat. Adele) – 2009

### Collaborazioni
- Catch Phrase (Phrase feat. Daniel Merriweather) – 2005
- Stop Me (Mark Ronson feat. Daniel Merriweather) – 2007
- Cash In My Pocket (Wiley feat. Daniel Merriweather) – 2008